# Dongar Parasia
Dongar Parasia är en stad i den indiska delstaten Madhya Pradesh, och tillhör distriktet Chhindwara. Folkmängden uppgick till 39 374 invånare vid folkräkningen 2011, med förorter 86 993 invånare.